# Панютины
Панютины — дворянский род.
Восходит к началу XVII века, предки их служили по дворовому списку по Брянску и жалованы поместьями (1626).
Род Панютиных, разделившийся на несколько ветвей, внесён в VI часть родословных книг Смоленской, Нижегородской, Московской, Орловской и Калужской губерний.

## Известные представители
- Панютин Тимофей Савельевич — московский дворянин (1677—1692), воевода в Короче (1685—1687).
- Панютин Иван Тимофеевич — стряпчий (1692).
- Панютин Данила Савельевич — московский дворянин (1692)[3][4].
- Панютин, Фёдор Сергеевич (1790—1865) — генерал-майор, кавалер ордена Святого Георгия 3-й степени (1830).
- Степан Фёдорович Панютин (1822—1885) — статс-секретарь.
- Панютин, Всеволод Фёдорович (1833—1895) — генерал-лейтенант, герой Русско-турецкой войны (1877—1878).
- Панютин, Василий Константинович (1788—1855) — генерал-майор, филантроп, занимавшийся устройством больниц для бедных.
- Лев Константинович Панютин (1831—1882) — публицист и фельетонист, писавший под псевдонимом Нил Адмирари.

## Описание герба
В щите, имеющем пурпуровое поле, изображён бык, идущий по траве в правую сторону (польский герб Циолек).
Щит увенчан дворянскими шлемом и короной. Намёт на щите пурпуровый, подложенный серебром. Герб рода Панютиных внесён в Часть 8 Общего гербовника дворянских родов Всероссийской империи, стр. 61.